# Championnat sud-américain de football de 1925
Navigation
Uruguay 1924 Chili 1926
Le Championnat sud-américain de football de 1925 est la neuvième édition du championnat sud-américain de football des nations, connu comme la Copa América depuis 1975, qui a eu lieu à Buenos Aires en Argentine du 29 novembre au 25 décembre 1925.
Les pays participants sont l'Argentine, le Brésil et le Paraguay. Le Chili et l'Uruguay déclarent forfait, faisant de cette édition celle avec le moins d'équipes participantes. Le Chili pour cause de mauvais résultats lors de la précédente édition et l'Uruguay à cause de conflits au sein de la fédération. Ces renoncements contraignent les organisateurs à modifier le calendrier et le championnat qui se joue en deux tours.
Bien qu'ils aient remporté le tournoi invaincus, une partie des médias argentins qualifie alors la performance de l'équipe comme « médiocre », arguant que l'Argentine n'est championne que parce qu'elle est plus forte que les deux autres participants. Le magazine argentin El Gráfico estime les performances argentines décroissantes au fil de la compétition.
L'avant-centre Juan Carlos Irurieta se blesse lors du premier match, remplacé à son poste par Manuel Seoane, dont le rôle de prédilection est ailier gauche. Le média critique fermement les performances d'Alfredo Garassini, Alejandro de los Santos, Antonio Cerrotti et de Juan Bianchi. En revanche, Domingo Tarasconi est remarqué par ses dribbles efficaces, son style de passe et ses corners précis. Les prouesses de Seoane devant le but sont également mentionnées comme l'un des points forts de l'Argentine, établissant un record avec six buts en quatre matchs. Néanmoins, Seoane est critiqué pour sa piètre condition physique en raison de surpoids.
Une autre vedette argentine, le gardien Américo Tesoriere, est durement critiqué :

« [Tesoriere] n'est pas le magicien du but que nous avons tant admiré en raison de sa sérénité, de son courage, de son sang-froid, de son agilité surprenante et de son sens du placement inégalé. Pourtant peu sollicité au cours des trois matchs, il a encaissé quatre buts, qui semblaient peu difficiles à arrêter. Hormis les buts encaissés, Tesoriere s'est montré peu sûr et lent, ce qui aurait pu conduire à d'autres buts. Indubitablement, sans dire que sa performance a été désastreuse, il traverse une période difficile de sa carrière sportive. »

— El Gráfico, sur la performance de Tesoriere lors du tournoi.

## Résultats

### Classement final
Les trois équipes participantes sont réunies au sein d'une poule unique où chaque formation rencontre deux fois ses adversaires. À l'issue des rencontres, l'équipe classée première remporte la compétition.
|   | Équipe    | Pts | J | G | N | P | BP | BC | Diff |
| - | --------- | --- | - | - | - | - | -- | -- | ---- |
| 1 | Argentine | 7   | 4 | 3 | 1 | 0 | 11 | 4  | +7   |
| 2 | Brésil    | 5   | 4 | 2 | 1 | 1 | 11 | 9  | +2   |
| 3 | Paraguay  | 0   | 4 | 0 | 0 | 4 | 4  | 13 | -9   |

| 29 novembre | Argentine | 2 | 0 | Paraguay |
| 6 décembre  | Brésil    | 5 | 2 | Paraguay |
| 13 décembre | Argentine | 4 | 1 | Brésil   |
| 17 décembre | Brésil    | 3 | 1 | Paraguay |
| 20 décembre | Argentine | 3 | 1 | Paraguay |
| 25 décembre | Argentine | 2 | 2 | Brésil   |

### Matchs
| 29 novembre 1925                                                                                          | Argentine               | 2 – 0 | Paraguay | Estadio Ministro Brin y Senguel (Buenos Aires)     |                                                    |
| | Seoane 2e · Sánchez 72e | (1 - 0) |          | Spectateurs : 18 000 Arbitrage : Ricardo Vallarino | Spectateurs : 18 000 Arbitrage : Ricardo Vallarino |
| Tesoriere - Bidoglio, Muttis - Médici, Vaccaro, Fortunato - Tarasconi, Sánchez, Irurieta, Seoane, Bianchi | Équipes                 | Denis - López de Filippis, Mena Porta - Díaz, Fleitas Solich, Alvarez - Brizuela, Molinas, L. Nessi, Rivas, Fretes |          | Spectateurs : 18 000 Arbitrage : Ricardo Vallarino | Spectateurs : 18 000 Arbitrage : Ricardo Vallarino |
| |                         | |          |                                                    |                                                    |

| 6 décembre 1925                                                                                        | Brésil                                                        | 5 – 2 | Paraguay       | Estadio Sportivo Barracas (Buenos Aires)          |                                                   |
| | Moderato 16e · Friedenreich 18e · Lagarto 30e, 52e · Nilo 72e | (3 - 1) | Rivas 25e, 55e | Spectateurs : 12 000 Arbitrage : Gerónimo Rapossi | Spectateurs : 12 000 Arbitrage : Gerónimo Rapossi |
| Tuffy - Pennaforte, Clodô - Nascimento, Floriano, Fortes - Filó, Lagarto, Friedenreich, Nilo, Moderato | Équipes                                                       | Denis - López de Filippis, Benítez Casco - Brizuela, Fleitas Solich, G. Nessi - Ramírez, Molinas, L. Nessi, Rivas, Fretes |                | Spectateurs : 12 000 Arbitrage : Gerónimo Rapossi | Spectateurs : 12 000 Arbitrage : Gerónimo Rapossi |

| 13 décembre 1925                                                                                           | Argentine                            | 4 – 1                                                                                              | Brésil   | Estadio Sportivo Barracas (Buenos Aires)         |                                                  |
| | Seoane 41e, 48e, 52e · Garassini 72e | (1 - 1)                                                                                            | Nilo 22e | Spectateurs : 25 000 Arbitrage : Manuel Chaparro | Spectateurs : 25 000 Arbitrage : Manuel Chaparro |
| Tesoriere - Bidoglio, Muttis - Médici, Vaccaro, Fortunato - Tarasconi, Sánchez, Garassini, Seoane, Bianchi | Équipes                              | Tuffy - Hélcio, Clodô - Nascimento, Floriano, Fortes - Filó, Lagarto, Friedenreich, Nilo, Moderato |          | Spectateurs : 25 000 Arbitrage : Manuel Chaparro | Spectateurs : 25 000 Arbitrage : Manuel Chaparro |
| |                                      | |          |                                                  |                                                  |

| 17 décembre 1925                                                                                       | Brésil                      | 3 – 1 | Paraguay   | Estadio Ministro Brin y Senguel (Buenos Aires)    |                                                   |
| | Nilo 30e · Lagarto 57e, 61e | (1 - 0) | Fretes 58e | Spectateurs : 14 000 Arbitrage : Gerónimo Rapossi | Spectateurs : 14 000 Arbitrage : Gerónimo Rapossi |
| Batalha - Hélcio, Clodô - Nascimento, Floriano, Pamplona - Filó, Lagarto, Friedenreich, Nilo, Moderato | Équipes                     | Denis - López de Filippis, Benítez Casco - Mena Porta, Fleitas Solich, Brizuela - Ramírez, Molinas, L. Nessi, Rivas, Fretes |            | Spectateurs : 14 000 Arbitrage : Gerónimo Rapossi | Spectateurs : 14 000 Arbitrage : Gerónimo Rapossi |

| 20 décembre 1925                                                                                          | Argentine                                 | 3 – 1 | Paraguay           | Estadio Ministro Brin y Senguel (Buenos Aires)                   |                                                                  |
| | Tarasconi 22e · Seoane 32e · Irurieta 63e | (2 - 1) | Fleitas Solich 15e | Spectateurs : 25 000 Arbitrage : Joaquim Antônio Leite de Castro | Spectateurs : 25 000 Arbitrage : Joaquim Antônio Leite de Castro |
| Tesoriere - Bidoglio, Muttis - Médici, Vaccaro, Fortunato - Tarasconi, Sánchez, Irurieta, Seoane, Bianchi | Équipes                                   | Torres - Casco, Benítez Casco - G. Nessi, Fleitas Solich, Brizuela - Ramírez, Molinas, L. Nessi, Rivas, Fretes |                    | Spectateurs : 25 000 Arbitrage : Joaquim Antônio Leite de Castro | Spectateurs : 25 000 Arbitrage : Joaquim Antônio Leite de Castro |

| 25 décembre 1925                                                                                                | Argentine                 | 2 – 2                                                                                                  | Brésil                      | Estadio Ministro Brin y Senguel (Buenos Aires)   |                                                  |
| | Cerrotti 41e · Seoane 55e | (1 - 2)                                                                                                | Friedenreich 27e · Nilo 30e | Spectateurs : 18 000 Arbitrage : Manuel Chaparro | Spectateurs : 18 000 Arbitrage : Manuel Chaparro |
| Tesoriere - Bidoglio, Muttis - Médici, Vaccaro, Fortunato - Tarasconi, Cerrotti, De los Santos, Seoane, Bianchi | Équipes                   | Tuffy - Hélcio, Pennaforte - Nascimento, Rueda, Pamplona - Filó, Lagarto, Friedenreich, Nilo, Moderato |                             | Spectateurs : 18 000 Arbitrage : Manuel Chaparro | Spectateurs : 18 000 Arbitrage : Manuel Chaparro |
| |                           | |                             |                                                  |                                                  |

| Championnat sud-américain de football de 1925 - Vainqueur Argentine 2e titre |

## Classement des buteurs

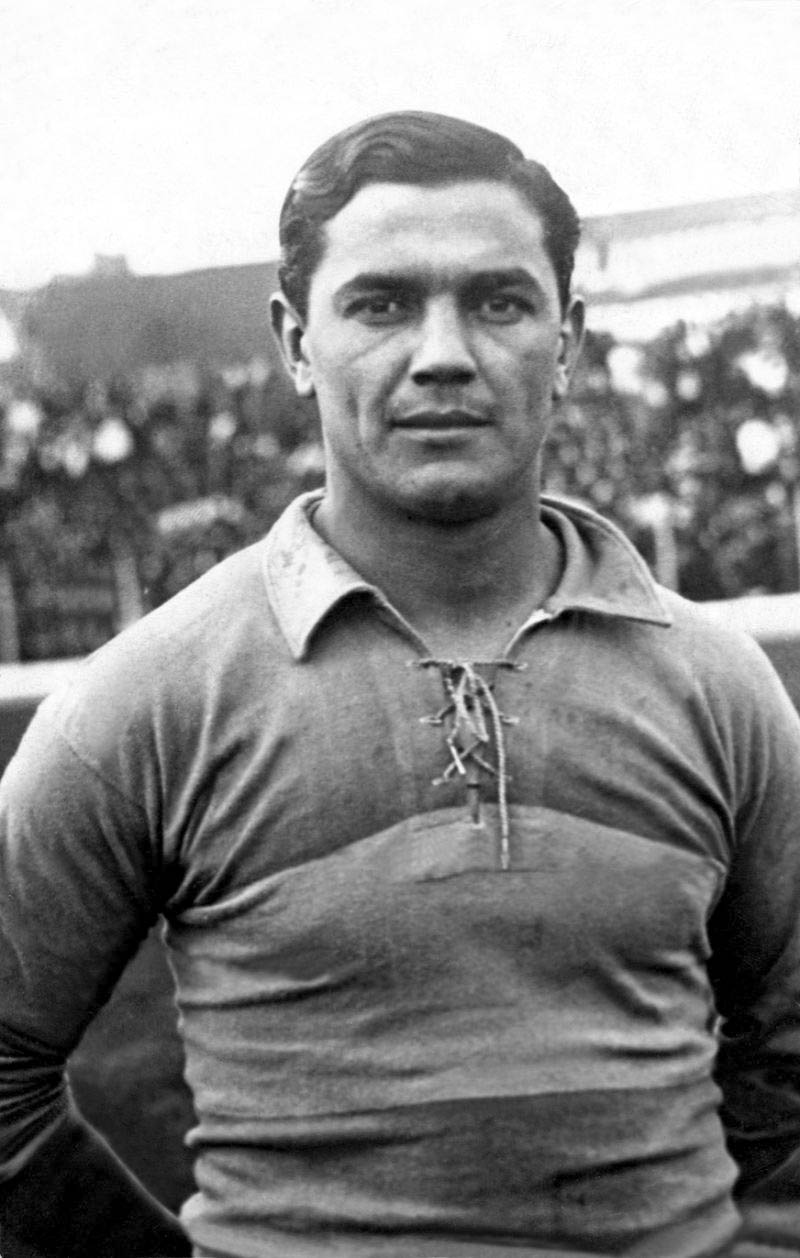
Manuel Seoane sous les couleurs de Boca Juniors en 1925.

6 buts
- Manuel Seoane

4 buts
- Lagarto
- Nilo Braga

2 buts
- Arthur Friedenreich
- Gerardo Rivas

1 but
- Antonio Cerrotti
- Juan Carlos Irurieta
- Alfredo Garassini
- Martín Sánchez
- Domingo Tarasconi
- Moderato Vinsintainer
- Manuel Fleitas Solich
- Luis Fretes